# 알렉산드라 셸턴
알렉산드라 애나 소하 셸턴(영어: Aleksandra Anna Socha Shelton, 1982년 3월 30일 ~) 혹은 알렉산드라 안나 소하(폴란드어: Aleksandra Anna Socha)는 폴란드 태생의 미국의 펜싱 선수로 주 종목은 사브르이다. 1999년부터 2018년까지 폴란드 국가대표로 활동하면서 올림픽에 4회(2004, 2008, 2012, 2016) 연속으로 참가하였다.
1999년, 2002년, 2003년, 2008년, 2010년에 폴란드 펜싱 선수권 대회 사브르 부문에서 우승을 차지했으며, 폴란드 여자 사브르 국가대표팀의 일원으로서 유럽 선수권 대회에서 금메달 2개, 은메달 2개, 동메달 3개를 획득하였다. 또한 2010년에 베네수엘라 카라카스에서 열린 세계 군인 펜싱 선수권 대회에서 개인전과 단체전 2관왕을 달성하였고, 2011년 리우데자네이루에서 열린 2011년 세계 군인 체육 대회에서 2관왕에 올랐다.

## 생애
우치주의 파비아니체에서 태어났다. 15세에 파비아니체 제2중학교를 졸업한 뒤, 바르샤바로 이주하여 바르샤바 체육고등학교와 유제프 피우수트스키 체육 대학교를 졸업, 같은 대학에서 체육학 석사 학위를 취득했다. 1999년에 폴란드 청소년 펜싱 국가대표로 발탁되었으며, 같은 해에 성인 대표로도 발탁되어 1999년 3월 6일에 부다페스트에서 열린 월드컵을 통해 성인 국가대표 선수 첫 경기를 가졌다. 이후 2018년까지 폴란드 국가대표로 활동했으며, 2019년에 남편의 국적인 미국으로 귀화하여 미국 국가대표로 활동하기 시작했다.

## 개인사
펜싱 지도자 자격증을 보유한 피트니스 트레이너로도 활동 중이며, 바르샤바에 주둔한 폴란드 육군 제3작전지원대대 소속으로 복무했다. 2006년 미국의 아칸소주의 셰리던에서 브래들리 셸턴과 결혼하였다.